# رودلف كولر
رودلف كولر هو رسام سويسري، ولد في 21 مايو 1828 في زيورخ في سويسرا، وتوفي بنفس المكان في 5 يناير 1905.

## معرض صور

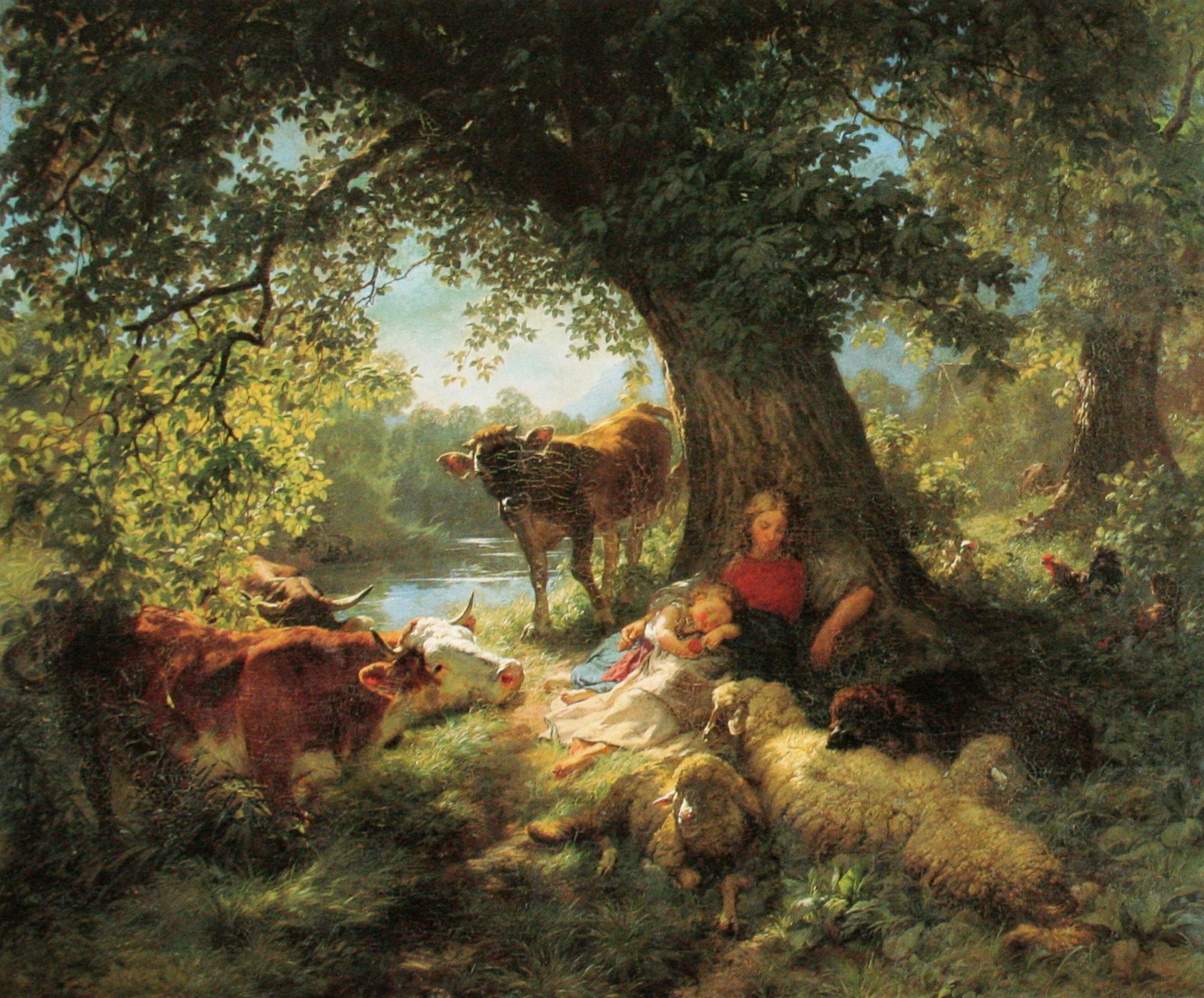
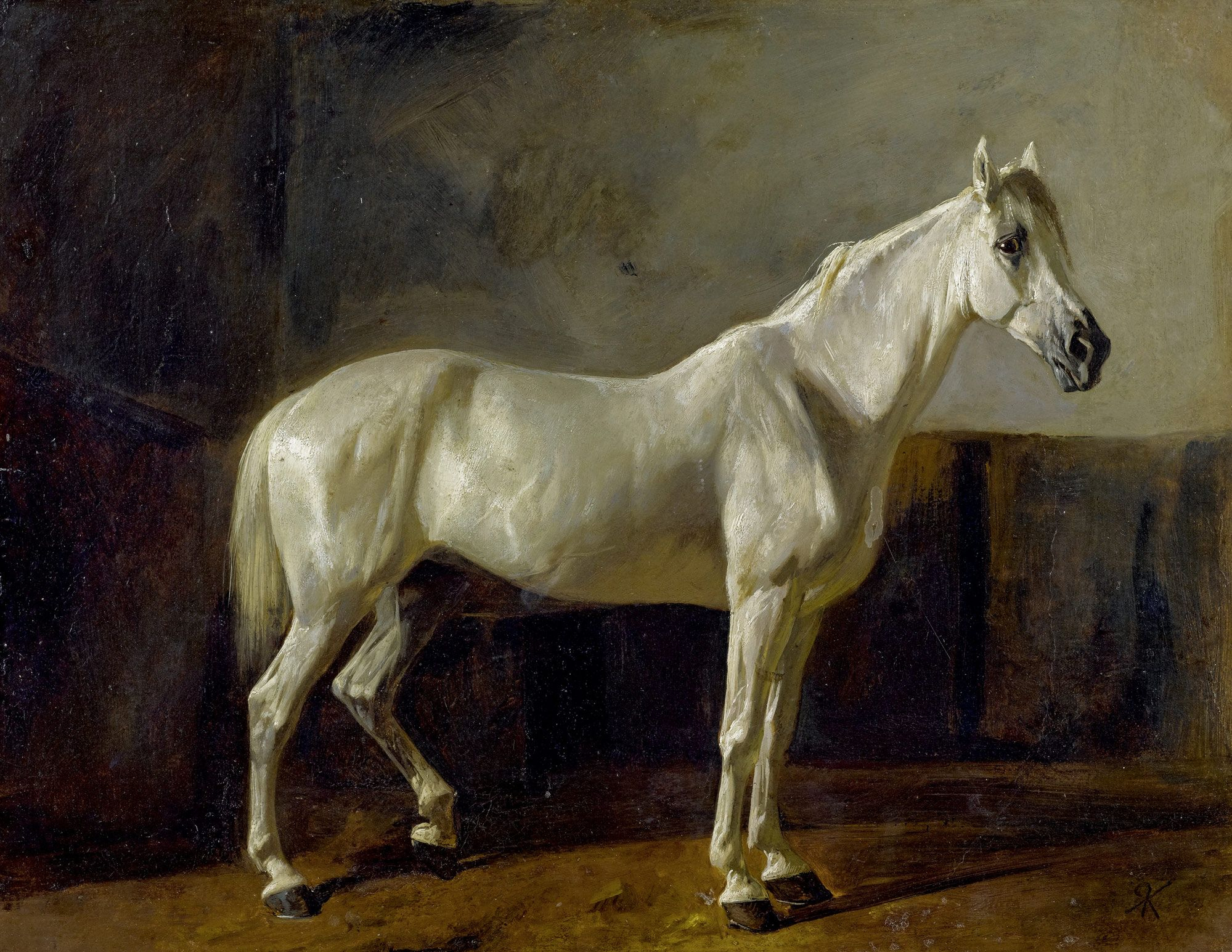
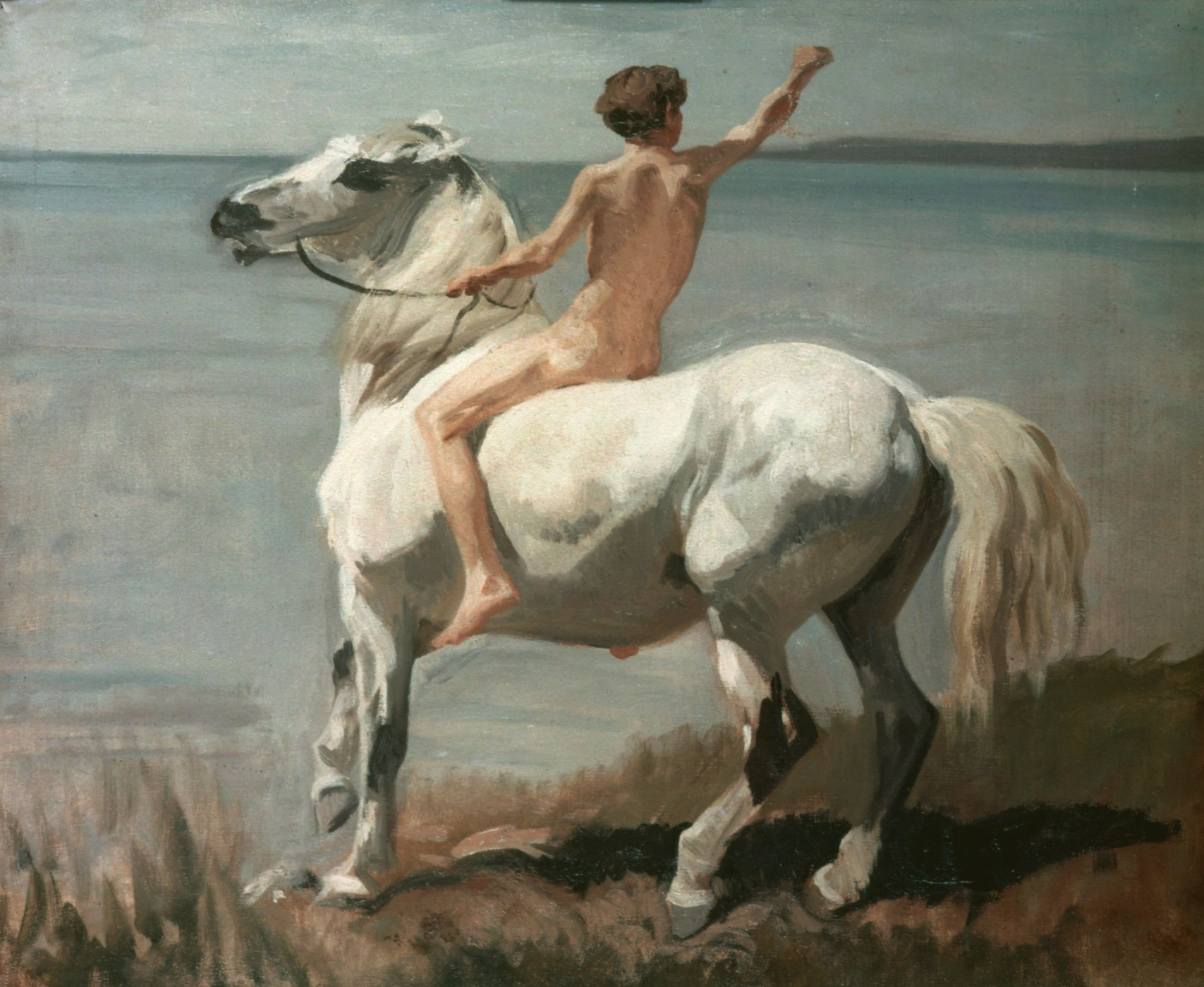
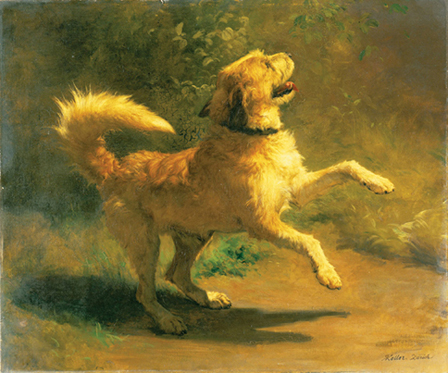
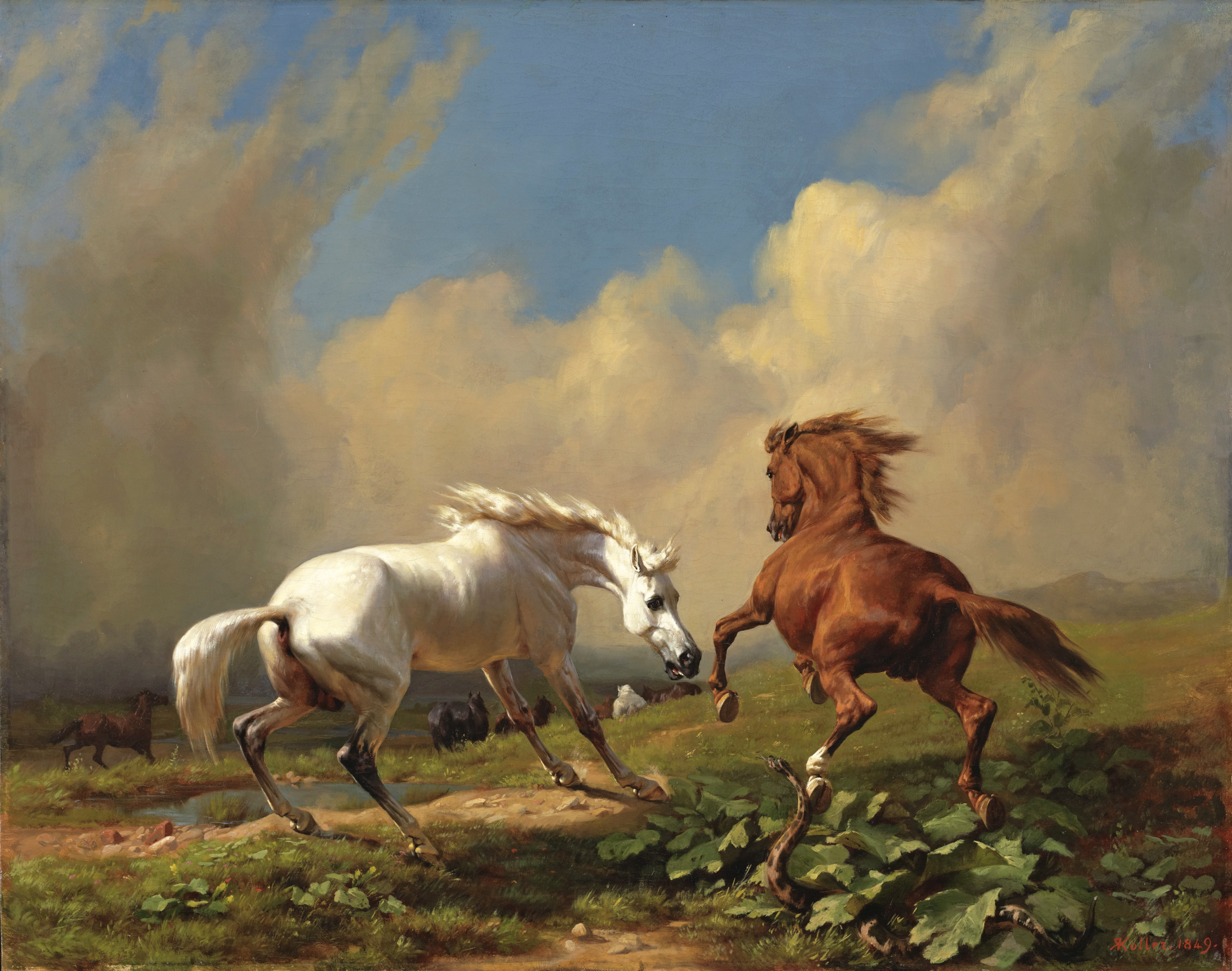